# 교통관제

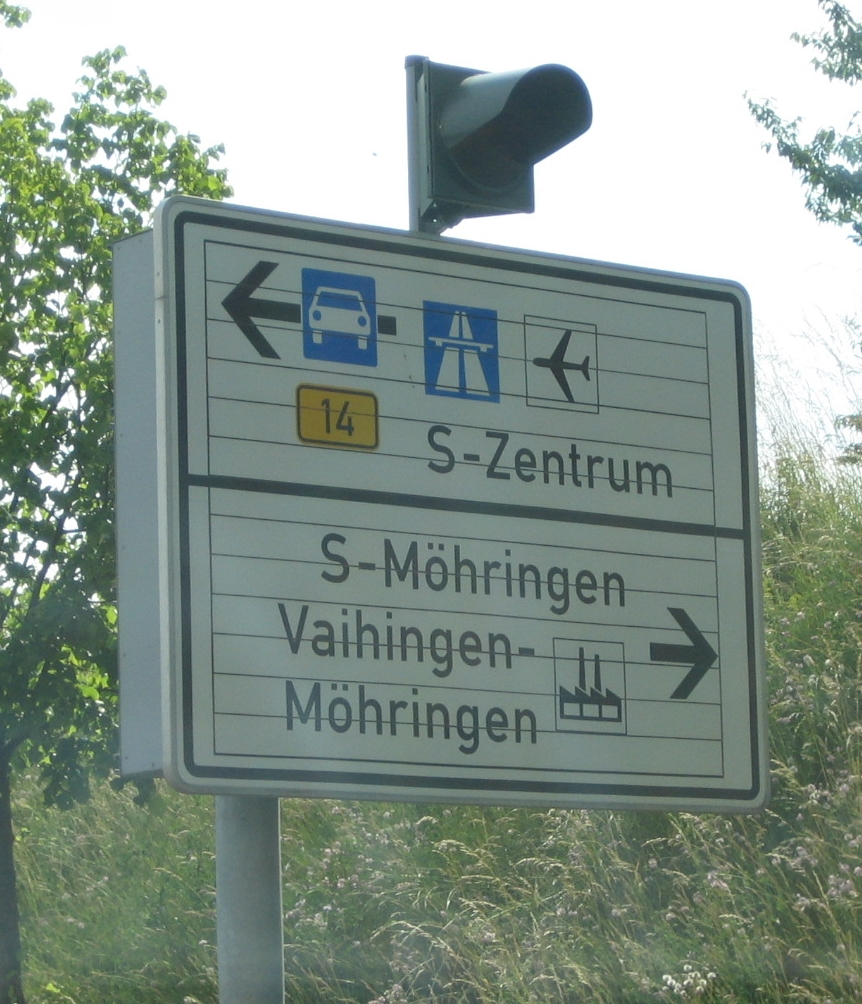

교통관제(交通管制)는 교통을 원활하기 위해 종합적으로 파악하는 것을 말한다. 교통 수단에 따라 다음과 같이 나뉜다.
- 도로 교통 관제
- 항공 교통 관제 - 항공교통관제사
- 철도 교통 관제 - 철도교통관제사, 철도신호수
- 해상교통관제 - 철도교통관제사

## 같이 보기
- 항공 교통 관제
- 도로 교통 관제